# Westdeutsche Waldlaufserie
Die Westdeutsche Waldlaufserie ist eine Laufveranstaltung des TUSEM Essen, die an zwei Wochenenden im Januar und Februar ausgetragen wird. In Läuferkreisen spricht man auch von der TUSEM-Waldlaufserie.
Im Jahr 2006 feierte sie ihre 50. Auflage.
Traditionell findet der Lauf im Lührmannwald an der Essener Margarethenhöhe auf einem stark profilierten Rundkurs statt, wobei in der Jugend-/Erwachsenenklasse 4.400 Meter (3 Runden) sowie im Hauptlauf 10.200 Meter (7 Runden) gelaufen werden. Im Hauptlauf sind ca. 180 Höhenmeter zu bewältigen. Gewertet werden die Einzelläufe an den beiden Veranstaltungsterminen sowie die Serie per Addition der Zeiten aus zwei Läufen.
Daneben werden auch Schülerläufe mit einer Länge von 1.100 Meter und 1.500 Meter durchgeführt.